# Parechiniscus
Genre
Parechiniscus est un genre de tardigrades de la famille des Echiniscidae.

## Liste des espèces
Selon Degma, Bertolani et Guidetti, 2013 :
- Parechiniscus chitonides Cuénot, 1926
- Parechiniscus unispinosus da Cunha, 1947

## Publication originale
- Cuénot, 1926 : Description d'un tardigrade nouveau de la faune française. Comptes rendus hebdomadaires des séances de l’Académie des sciences, vol. 182, p. 744-745.